# Kollegium Kalksburg
Das Kollegium Kalksburg, auch bekannt als Collegium Immaculatae Virginis, ist eine römisch-katholische Privatschule mit Öffentlichkeitsrecht im 23. Wiener Gemeindebezirk Liesing.

## Geschichte

Collegium Immaculatae Virginis (um 1900)

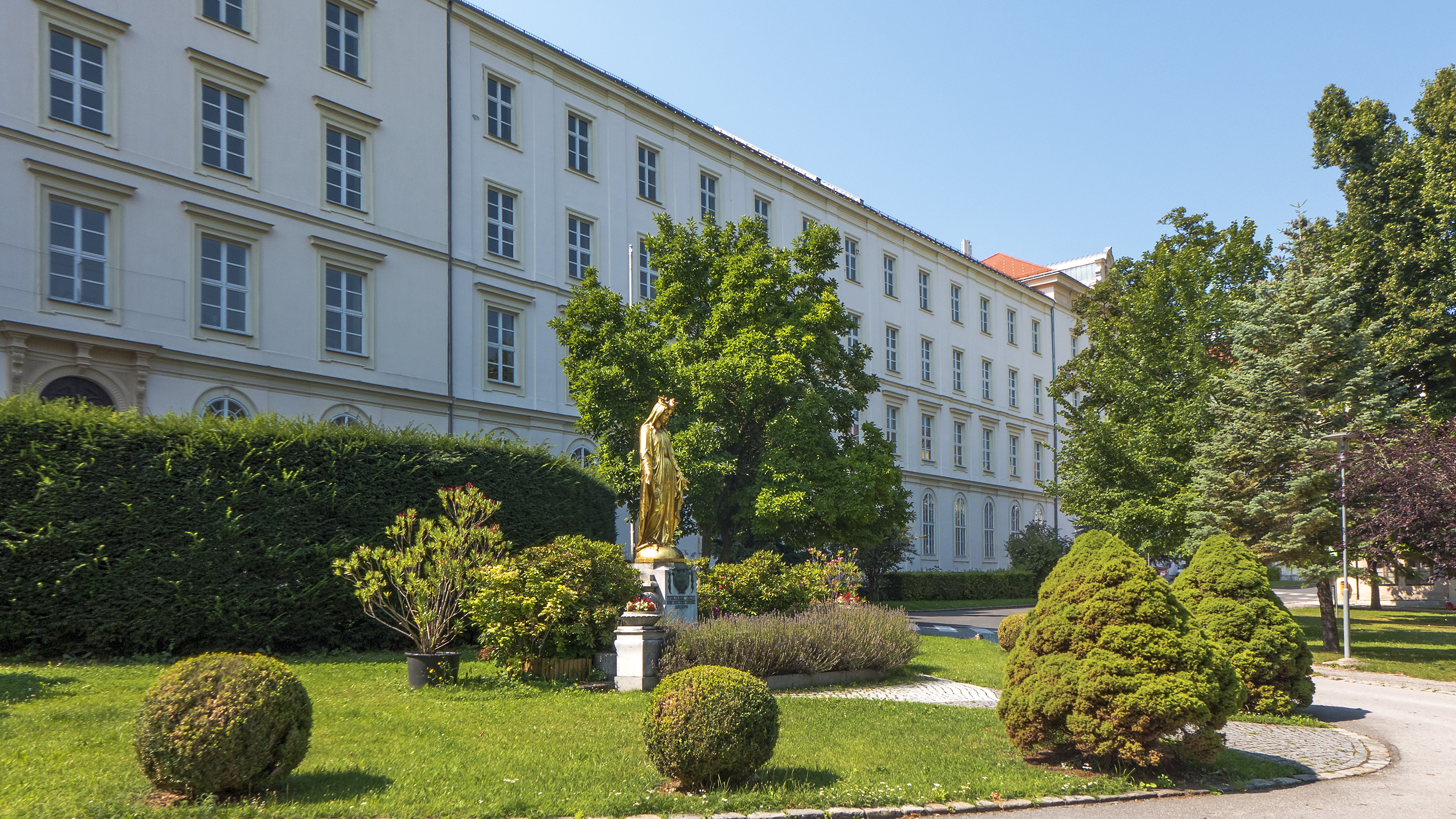
In der Anlage

An Stelle des Kollegiumsgebäudes befand sich das im 18. Jahrhundert erbaute Schloss Mon Pérou. Es war der Landsitz von Fürstin Carolina von Trautson, einer Hofdame Maria Theresias, und wurde 1791 vom Hofjuwelier Franz von Mack erworben, der den noch heute bestehenden Landschaftsgarten um das Schloss anlegen ließ. Die Jesuiten erwarben das Schloss 1856 von August Godeffroy, dem Ehemann einer Enkelin Franz von Macks. Die Transaktion wurde von Kaiser Franz Joseph finanziell unterstützt.
Das Hauptgebäude des Kollegiums wurde schrittweise und teilweise auf den Grundmauern des Schlosses Mon Pérou erbaut. Am 3. Oktober 1856 wurde der heutige untere Teil des Patrestraktes durch Kardinal Joseph Othmar von Rauscher der Unbefleckten Empfängnis geweiht, die kurz davor als römisch-katholisches Glaubensdogma verkündet worden war. Das Haus wurde von 68 Zöglingen bezogen. 1857 erfolgte die bauliche Erweiterung durch den heutigen Pfortenteil und einen spiegelbildlichen Teil zum Patrestrakt und 1858/59 wurde der dreistöckige Konviktsbau (das heutige Gymnasium) ausgeführt. Ein vom Bereich der ehemaligen Werkstätten ausgehender Großbrand vernichtete 1875 einen Teil des Gebäudes. Im letzten Viertel des 19. Jahrhunderts erfolgten Umbauten, die Aufstockung des Konvikt- und Patrestraktes sowie der Bau des Musikhauses mit Turnsaal vor dem Konviktsgebäude. Die erste Ausgabe der Schulzeitschrift Kalksburger Korrespondenz erschien 1886. Im Jahr 1897 erhielt die Schule das Öffentlichkeitsrecht für alle Klassen sowie das Recht, Reifeprüfungen abzuhalten, nachdem sie bereits 1891 das Öffentlichkeitsrecht für die ersten drei Klassen verliehen bekommen hatte. Von 1902 bis zu seinem Tod 1931 wirkte Pater Anton Straub als Priester und Theologe im Kollegium. 1904 wurde Karl Maria von Andlau (1865–1935) Rektor des Hauses. Später war er Ordensprovinzial und ein Vertrauter des Kaisers Karl I. von Österreich.
Nach dem Anschluss 1938 wurde das Jesuitenkollegium von den Nationalsozialisten aufgelöst. Bis 1945 war eine Polizeischule der Ordnungspolizei im Kollegiumsgebäude untergebracht. Nach dem Zweiten Weltkrieg räumten die Besatzungstruppen das Haus 1947. Im Herbst desselben Jahres wurde der Schulbetrieb wieder aufgenommen, von 1948 bis 1951 wurde ein Teil des Kollegsgebäudes weiterhin von der Sowjetarmee genutzt. Im Juli 1954 wurde die erste Nachkriegsmatura abgenommen. Die ersten Halbinternen gab es 1964, dem Jahr mit der geringsten Schüleranzahl (241) nach dem Krieg. 1968 besuchte der Generalobere des Jesuitenordens Pedro Arrupe Kalksburg. 1968 war auch das Jahr, in dem das Jesuitenkolleg Stella Matutina in Feldkirch geschlossen wurde. Wesentliche Veränderungen wurden unter dem Rektor Rudolf Reichlin-Meldegg (selbst Altkalksburger) in Angriff genommen.
Mit Erich Schmutz übernahm 1969 erstmals ein Laie das Amt des Gymnasialdirektors, das bislang von Jesuiten ausgeübt wurde. Mit der Errichtung eines neuen Turnsaals kam es 1972 erstmals nach 75 Jahren wieder zu einer baulichen Erweiterung des Hauses. Die Koedukation von Knaben und Mädchen wurde 1983 eingeführt. 1990 wurde das Internat aufgelassen. Aus personellen Gründen strebten die Jesuiten die Bildung der Vereinigung von Ordensschulen Österreichs an. Das Kollegium wurde 1993 zur ersten Schule, die von diesem Trägerverein geführt wurde. Im selben Jahr wurde zusätzlich eine Volksschule eingerichtet, die mit zwei ersten Schulklassen das Schuljahr 1993/94 begann. 1999 gestaltete das Kollegium Kalksburg die Parkanlage Willergasse und errichtete die Skulptur Lebende Liesing. Im darauf folgenden Jahr war die Schule Science-Week-Preisträger und führte die Ausstellung Lebende Liesing in der Volkshalle des Wiener Rathauses durch. 1999 erfolgte der Ausbau des vierten Stocks zum Zentrum für Werken und Bildnerische Erziehung und 2001 wurde der neue Bibliothekstrakt mit angeschlossenem EDV-Saal und Schülerbuffet eröffnet. Ein Jahr darauf wurde die Fassade des Osttrakts renoviert. Der Turnsaal von 1972 wurde 2003 durch einen doppelstöckigen Neubau mit einer Kletterwand ersetzt. Zur 150-Jahr-Feier des Kollegiums im Jahr 2006 fanden zahlreiche Veranstaltungen statt, darunter eine Festmesse mit Kardinal Christoph Schönborn und eine Wallfahrt zur Basilika von Mariazell.
Im Zuge der Klasnic-Kommission, die sich mit der Aufklärung von sexuellem Missbrauch in kirchlichen Einrichtungen befasste, wurden auch Fälle im Kollegium Kalksburg untersucht. Unter anderem berichtete der ehemalige Schüler André Heller in zahlreichen Interviews von grenzwertigen Erfahrungen und gab an, Missbrauch sei „Teil einer schrecklichen Realität“ gewesen.

## Lage und Architektur

### Hauptgebäude

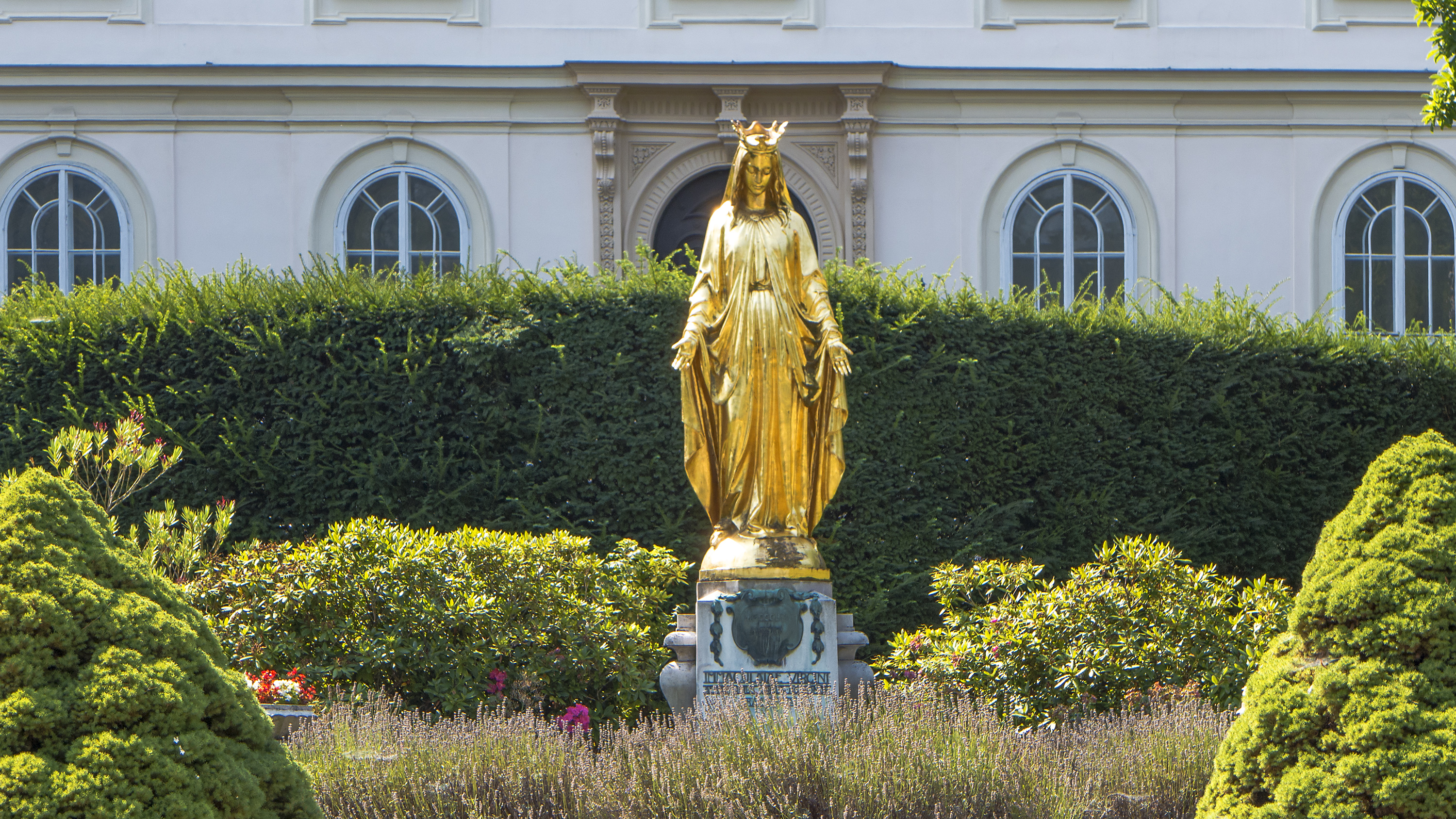
Marienstatue vor dem Hauptgebäude

Das Areal des Kollegiums befindet sich im Süden Kalksburgs am Rand des Waldgebiets des Wienerwalds. Das langgestreckte Hauptgebäude ist über eine Brücke über den Liesingbach erreichbar. Es besteht aus dem viergeschoßigen Schultrakt und dem westlich in Form eines Ehrenhofs anschließenden Konvikts- und Patrestrakt. Zum Hauptgebäude gehören mehrere Kapellen. Die Marianische Kongregationskapelle und die Konviktskapelle wurden von 1895 bis 1897 errichtet und besitzen eine großteils aus der Erbauungszeit stammende Einrichtung. In der Konviktskapelle im Schultrakt ist am Altarretabel ein Maria-Immaculata-Bild von Leopold Kupelwieser angebracht und die Fenster über den Arkaden wurden von der Tiroler Glasmalereianstalt hergestellt, in der Kongregationskapelle befindet sich der Reisealtar von Napoléon Bonaparte. Die Kollegskapelle an der Rückfront des Konvikts- und Patrestrakts weist ein Fresko von Bengt Olof Kälde aus 1986 auf. Die ehemalige Schutzengelkapelle schließlich ist ein schlichter Raum aus dem Jahr 1900.

### Parkanlage und Nebengebäude

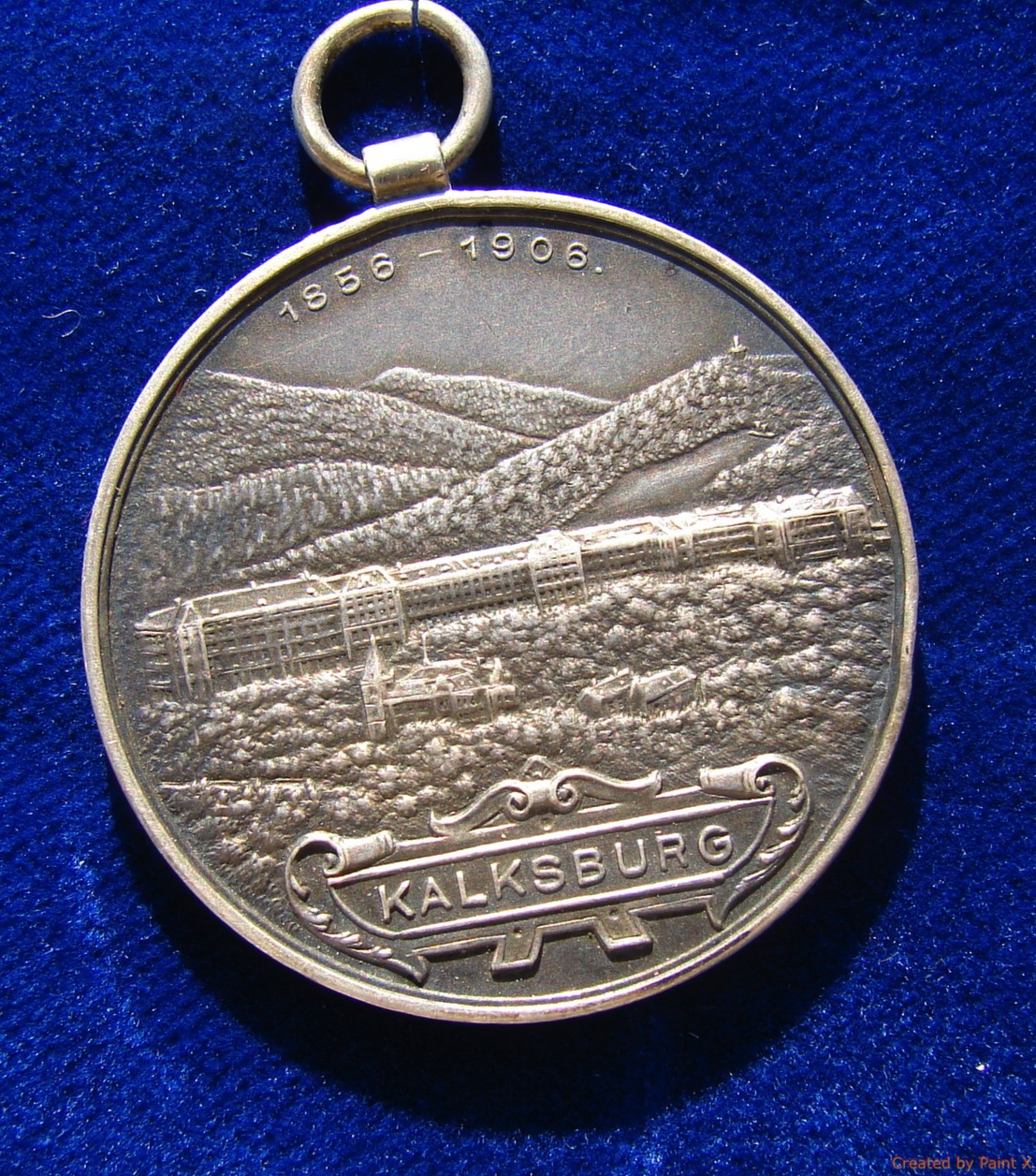
Silbermedaille 1906 zur 50-Jahr-Feier des Jesuitenkollegiums Kalksburg bei Wien. Vorderseite mit den Schulgebäuden.

Die Parkanlage des Kollegiums geht auf den Mack’schen Landschaftsgarten aus dem 18. Jahrhundert zurück. Beim so genannten Monument handelt es sich um einen im Stil des Architekten Claude-Nicolas Ledoux errichteten runden Pavillon im Park. Die Obelisken mit Kugel und Stern an den Innenwänden verweisen auf freimaurerische Symbolik. Die auf einer Anhöhe gelegene Michaelskapelle wurde 1858/59 durch Umbau und Erweiterung eines von Mack errichteten Dianatempels fertiggestellt. Außerdem befinden sich in der Parkanlage eine kleine chinesische Pagode, der so genannte Chineser, und der so genannte Rauchertempel, ein anlässlich der Weltausstellung 1873 in Wien für Griechenland errichteter, ursprünglich offener Pavillon, der den Schülern der 7. und 8. Gymnasialklassen als Freizeitraum diente und in dem das Rauchen im Gegensatz zum restlichen Gebäude nicht verboten war. Im ehemaligen „kleinen Garten“ Franz von Macks steht das 1787 erbaute Steinhaus, das zu den bedeutendsten profanen Bauwerken der Neugotik in Österreich zählt. Es besitzt eine bemerkenswerte Innenausstattung.
Das Gelände des Kollegiums umfasst einige Sportanlagen, darunter einen großen Fußballplatz mit Tribüne, der von einer 375 Meter langen Laufbahn umgeben ist, und zwei weitere Fußballtrainingsplätze, einen Basketballplatz, ein Beachvolleyballfeld, ein Kugelstoßareal und vier Turnsäle. Früher gab es hinter dem Kollegiumsgebäude einen kleinen Schilift, zwei Tennisplätze und eine Bobbahn.

## Kunstsammlung
Die Kunstsammlung im Kollegium Kalksburg umfasst vor allem zahlreiche Gemälde, die zwischen der zweiten Hälfte des 18. Jahrhunderts und Ende des 19. Jahrhunderts geschaffen wurden. Es handelt sich dabei etwa um Porträts, darunter solche von Franz von Mack und seiner Ehefrau, und um Darstellungen aus dem Leben von Jesuitenheiligen. Bemerkenswert sind das Gemälde Kreuzigung des Barockmalers Martin Johann Schmidt und das Kalksburger Kreuz, das 1911 vom Stahlschneider Michael Blümelhuber geschaffen wurde.
Weiters besitzt das Kollegium eine ausgedehnte biologische und eine ethnographische Sammlung.

## Bekannte ehemalige Schüler
| Name                                     | Maturajahr | Anmerkung                                                                |
| ---------------------------------------- | ---------- | ------------------------------------------------------------------------ |
| Johann Christoph Allmayer-Beck           | 1936       | Historiker                                                               |
| Vilmos Apor                              |            | Bischof von Győr, 1997 seliggesprochen                                   |
| Johannes Attems                          | 1966       | Bankmanager                                                              |
| Ladislaus Batthyány-Strattmann           |            | Arzt, 2003 seliggesprochen                                               |
| Kurt Bergmann                            | 1955       | Journalist und Politiker (ÖVP)                                           |
| Stefano Bernardin                        | 1995       | Schauspieler                                                             |
| Martin Bolldorf                          | 1966       | Botschafter zum Heiligen Stuhl, Kommandant des Malteser-Hospitaldienstes |
| Haymon Maria Buttinger                   |            | Schauspieler                                                             |
| Franz Fühmann                            |            | Schriftsteller                                                           |
| André Heller                             |            | Chansonnier, Aktionskünstler, Kulturmanager, Autor und Schauspieler      |
| Robert Hochner                           |            | Journalist und ORF-Moderator (Zeit im Bild 2)                            |
| Wolfgang Jilly                           | 1959       | Botschafter                                                              |
| Daniel Kehlmann                          | 1993       | Schriftsteller                                                           |
| Johannes Kleinhappl                      | 1918       | katholischer Priester und Moraltheologe                                  |
| Herbert Knötzl                           | 1987       | Kabarettist (Projekt X)                                                  |
| Giuseppe Koschier                        |            | Fußball-Nationalspieler, Schneidermeister                                |
| Alex Kristan                             |            | Stimmenimitator und Kabarettist                                          |
| Guido del Mestri                         | 1930       | apostolischer Nuntius                                                    |
| Michael Mohapp                           |            | Schauspieler und Kabarettist                                             |
| Karl Nehammer                            |            | Politiker (ÖVP)                                                          |
| Cornelius Obonya                         | 1987       | Schauspieler, Musical-Darsteller und Kabarettist                         |
| Iris Ortner                              | 1992       | Unternehmerin (IGO Ortner Gruppe)                                        |
| Robert Palfrader                         |            | Kabarettist                                                              |
| Alexander Pereira                        | 1966       | Kulturmanager                                                            |
| Theodor Piffl-Perčević                   | 1930       | Politiker (ÖVP)                                                          |
| Clemens von Pirquet                      |            | Universitätsprofessor, Kinderarzt und Forscher                           |
| Heribert Rahdjian                        | 1956       | Politiker (Die Grünen)                                                   |
| Erwin Rasinger                           | 1970       | Arzt und Politiker (ÖVP)                                                 |
| Alfred zu Salm-Reifferscheidt            |            | Politiker                                                                |
| Hannes-Jörg Schmiedmayer                 | 1978       | Quantenphysiker, Wittgenstein-Preis-Träger 2006                          |
| Felix Römer                              | 1978       | Schauspieler, Autor                                                      |
| Ivo Stanek                               | 1955       | Wirtschaftstreibender                                                    |
| Ernst Emanuel von Silva-Tarouca          | 1878?      | österreichisch-böhmischer Dendrologe, Reichsratsabgeordneter             |
| Werner Trock                             | 1982       | Beamter                                                                  |
| Rudolf Ullik                             | 1918/19    | Kriegsmatura; Arzt und Maler                                             |
| Gerald Votava                            | 1988       | Kabarettist (Projekt X)                                                  |
| Franz Weiser                             |            | Theologe und Schriftsteller                                              |
| Hermann Withalm                          | 1930       | Politiker (ÖVP)                                                          |
| Marlene Zeidler-Beck                     | 2006       | Politikerin (ÖVP)                                                        |
| Marie-Claire Zimmermann                  | 1993       | ORF-Moderatorin (Zeit im Bild 2)                                         |
| Josef von Seilern und Aspang             |            | Ornithologe                                                              |
| Prinz Ferdinand von und zu Liechtenstein | 1919       | Bankier, Mitglied des österreichischen olympischen Teams                 |

## Behandlung in Kunst und Kultur
Das Kollegium Kalksburg findet im 2023 veröffentlichten Schulroman Echtzeitalter vom Autor Tonio Schachinger Erwähnung.

## Belege
1. ↑  Ferdinand Opll: Liesing: Geschichte des 23. Wiener Gemeindebezirks und seiner alten Orte. Jugend und Volk, Wien 1982, ISBN 3-7141-6217-8, S. 99.
2. ↑  Schulbrüder bestreiten Missbrauchs-Vorwürf. In: derStandard.at. Abgerufen am 25. März 2016.
3. ↑  Missbrauchsopfer klagt Jesuiten und Lehrer. In: kurier.at. Abgerufen am 25. März 2016.
4. ↑  André Heller: Missbrauch im Jesuiten-Internat miterlebt. In: DiePresse.com. Abgerufen am 25. März 2016.
5. ↑  Dehio-Handbuch Wien. X. bis XIX. und XXI. bis XXIII. Bezirk. Hrsg. v. Bundesdenkmalamt. Anton Schroll, Wien 1996, ISBN 3-7031-0693-X, S. 691–693.
6. ↑  Dehio-Handbuch Wien. X. bis XIX. und XXI. bis XXIII. Bezirk. Hrsg. v. Bundesdenkmalamt. Anton Schroll, Wien 1996, ISBN 3-7031-0693-X, S. 723.
7. ↑  Tonio Schachinger: Echtzeitalter. 1. Auflage. Rowohlt, Hamburg 2023, ISBN 978-3-498-00317-3, S. 27.